# 水野純一
水野 純一（、1975年5月6日 - ）は、日本の元俳優。
東京都渋谷区出身。身長178cm。血液型AB型。慶應義塾大学中退。
母は女優の水野久美。父はC.A.Lプロデューサーの五十嵐通夫。本名は五十嵐純一。

## 略歴
劇団俳優座研究生を経て、1998年、テレビドラマ『大岡越前』の第15部の太市役でデビュー。2002年、映画『ゴジラ×メカゴジラ』で、母との親子共演が話題になった。同年、『仮面ライダー龍騎』にも、敵役の仲村創 / オルタナティブ役として出演。ゴジラ映画と仮面ライダーという二大特撮シリーズの出演を同時期に果たす。
2004年には『はなまるマーケット』で「はなまるアナ」の一人としてリポーターも手がけた。
2005年12月、かねてより交際のあった一般女性と入籍。母が『徹子の部屋』（2006年2月16日放送分）にゲスト出演した際に突然実家から独立したと言い、その唐突ぶりについて触れられた。2008年春に一児に恵まれるも、同年11月のテレビ東京系『レディス4』出演を最後にメディアへの露出が無く、2009年1月事務所サイト名簿から名前が抹消された。
2013年3月5日放送の母が再びゲスト出演した『徹子の部屋』で現在は一人でしゃべる仕事をしたいという理由から俳優業を休業し、倉庫での肉体労働の傍ら、土日は結婚式場の司会業をしていると語った。

## 人物・エピソード
1981年に6歳でNHK系『お笑いオンステージ』の「減点ファミリー」コーナーに出演。「ママはタヌキみたいな顔」「将来はお相撲さんになりたい」と珍発言していた。
細身で眼光強く、眉毛の濃い古風なルックスから、刑事や若侍・実直ながらも気むずかしく短気な青年役を多く演じる。が、地はおしゃべり好きな性格で、子どもの頃は電車の車掌や実況アナウンサーに憧れていたという。リポーター仕事や時折母親と出演する旅番組で、その一端をかいま見ることが出来る。

## 出演

### テレビドラマ
- 大岡越前 第15部（1998年、TBS） - 太市役
- 月曜ミステリー劇場「上条麗子の事件推理」シリーズ（2001-2004年、TBS） - 渋谷南署刑事・野田哲夫役
- ちゅらさん（2001年、NHK） - 文也の同級生・医学部学生菊池役
- 金曜エンタテイメント / 金曜プレステージ 浅見光彦シリーズ（フジテレビ）
  - 「浅見光彦シリーズ 14・黄金の石橋」（2002年）
  - 「浅見光彦シリーズ 22・「首の女」殺人事件」（2006年） - 秋本刑事役
  - 「浅見光彦シリーズ 26・「紅藍の女」殺人事件」（2007年） - 永岡信也役
- 仮面ライダー龍騎（2002年、テレビ朝日） - 仲村創/オルタナティブ役
- はぐれ刑事純情派（テレビ朝日）
  - はぐれ刑事純情派15 第14話（2002年） - 塚本智也役
  - はぐれ刑事純情派ファイナル 第6話（2005年） - 島本巡査役
- 女と愛とミステリー「さすらい署長 風間昭平 みちのく北上川殺人事件」（2003年、テレビ東京） - 盛岡南署刑事・川守田祐介役
- 火曜サスペンス劇場（日本テレビ）
  - 「ジェラシー」（2004年） - 村井刑事役
  - 「歌舞伎役者 中村歌留多」（2005年） - 村田秀彦役
- 最後の忠臣蔵（2004年、NHK） - 吉田沢右衛門役
- 国盗り物語（2005年、テレビ東京） - 土岐小次郎頼秀役
- 義経（2005年、NHK） - 近藤親家役
- 水曜ミステリー9（テレビ東京）
  - 「作家・如月祥子の事件ルポ」（2006年） - 若杉紘一役
  - 「捜査検事・近松茂道8・伊勢志摩海女伝説殺人事件」（2008年） - 河北大輔役
- ナショナル劇場50周年記念特別企画スペシャル「水戸黄門」（2006年3月13日、TBS） - 徳川綱教役
- 土曜ドラマ「人生はフルコース」（2006年、NHK） - 生田正一（従軍時代）役
- 松本清張ドラマスペシャル・波の塔（2006年、TBS）
- 忠臣蔵 瑤泉院の陰謀（2007年、テレビ東京） - 寺坂吉右衛門役
- 逃亡者 おりん（テレビ東京）
  - 逃亡者 おりん 第17話（2007年） - 剣吉役
  - 逃亡者 おりんスペシャル・紅蓮の巻（2008年） - 忠八役

### リポーター
- 土曜スペシャル（2002年-2008年、テレビ東京）
- はなまるマーケット（2004年、TBS） - はなまるアナ

### 映画
- ゴジラシリーズ - 関根役[1]
  - ゴジラ×メカゴジラ（2002年）
  - ゴジラ×モスラ×メカゴジラ 東京SOS（2003年）

### 舞台
- 大岡越前（1998年、明治座）
- 千鳥（1999年俳優座公演、紀伊國屋サザンシアター）
- 同期の桜〜君にめぐり逢いたい〜（2006年、九段会館大ホール） - 神崎武彦役

### 声の出演
- ラジオコメディー・みんな大好き！（NHKラジオ第1）
- レ・ミゼラブル（2002年、NHK）
- ER緊急救命室 第9シーズン 第17話（2004年、NHK） - キース役